# 164.ª Divisão de Infantaria (Alemanha)
A 164ª Divisão de Infantaria (em alemão:164. Infanterie-Division) foi uma unidade militar que serviu no Exército alemão durante a Segunda Guerra Mundial.

## Comandantes
| Comandante                      | Data                                          |
| ------------------------------- | --------------------------------------------- |
| Generalleutnant Konrad Haase    | 1 de dezembro de 1939 - 10 de janeiro de 1940 |
| Generalleutnant Josef Folttmann | 10 de janeiro de 1940 - 1 de janeiro de 1942  |

## Área de operações
| Alemanha            | janeiro de 1940 - maio de 1940      |
| França              | junho de 1940 - janeiro de 1941     |
| Romênia             | janeiro de 1941 - março de 1941     |
| Grécia & Iugoslávia | de março de 1941 - novembro de 1941 |
| Creta               | novembro de 1941 - janeiro de 1942  |